# Creu de terme de Palà de Coma
La Creu de terme de Palà de Coma  és un monument que forma part de l'Inventari del Patrimoni Arquitectònic Català de la vila de Cardona (Bages).
La podem trobar al barri de Coma, a la vora del camí que porta de Coma cap al barri de Bergús.

## Descripció
És una creu de terme en forma de creu llatina de pedra realitzada en un sol bloc. La base també és un bloc únic. No hi ha inscripcions ni dates.
Segons la documentació aportada, aquesta creu ha estat desplaçada del seu indret original tot i que, es creu, que aquest no deuria ser gaire llunyà de l'actual.